# Edi Orioli
Edi Orioli (Udine, 5 december 1962) is een Italiaans motor- en autorallycoureur. Hij heeft viermaal de Dakar-rally gewonnen op de motor.
Orioli is in 1978 begonnen met wedstrijdracen met de motor in de enduro. Hij nam deel aan verscheidene wedstrijden in Friuli, waar hij meermaals hoge plaatsen behaalde. Hij werd Italiaans endurokampioen bij de cadetten in 1979 en bij de junioren in 1980. In 1984 en 1985 werd hij Italiaans kampioen enduro. In 1981 won hij de International Six Days Enduro, die hij opnieuw won in 1986, maar dan in teamverband. In 1986 debuteerde hij ook in de Dakar-rally, die hij afsloot op een zesde plaats. Orioli won de Dakar-rally viermaal. In 1988 won hij met Honda, in 1990 en 1994 met Cagiva en in 1996 met Yamaha. Verder eindigde hij nog tweemaal in de top drie (tweede in 1987 en derde in 1995). Orioli heeft zich na de motor toegelegd op de autorally en heeft al meerdere malen aan de Dakar-rally deelgenomen in een auto.